# Черрі-Веллі (селище, Нью-Йорк)
Черрі-Веллі (англ. Cherry Valley) — селище (англ. village) в США, в окрузі Отсего штату Нью-Йорк. Населення — 467 осіб (2020).

## Географія
Черрі-Веллі розташоване за координатами 42°47′53″ пн. ш. 74°45′8″ зх. д. / 42.79806° пн. ш. 74.75222° зх. д. (42.798179, -74.752172).  За даними Бюро перепису населення США в 2010 році селище мало площу 1,32 км², з яких 1,32 км² — суходіл та 0,00 км² — водойми.

## Демографія
Згідно з переписом 2010 року, у селищі мешкало 520 осіб у 233 домогосподарствах у складі 137 родин. Густота населення становила 394 особи/км².  Було 300 помешкань (227/км²).
Расовий склад населення:
| - 96,2 % — білих - 1,2 % — чорних або афроамериканців - 0,6 % — корінних американців |

До двох чи більше рас належало 2,1 %. Частка іспаномовних становила 1,0 % від усіх жителів.
За віковим діапазоном населення розподілялося таким чином: 19,2 % — особи молодші 18 років, 63,5 % — особи у віці 18—64 років, 17,3 % — особи у віці 65 років та старші. Медіана віку мешканця становила 47,7 року. На 100 осіб жіночої статі у селищі припадало 81,2 чоловіків;  на 100 жінок у віці від 18 років та старших — 78,0 чоловіків також старших 18 років.
Середній дохід на одне домашнє господарство  становив 58 079 доларів США (медіана — 55 556), а середній дохід на одну сім'ю — 62 853 долари (медіана — 60 000). Медіана доходів становила 41 167 доларів для чоловіків та 32 721 долар для жінок. За межею бідності перебувало 15,1 % осіб, у тому числі 16,8 % дітей у віці до 18 років та 4,7 % осіб у віці 65 років та старших.
Цивільне працевлаштоване населення становило 294 особи. Основні галузі зайнятості: освіта, охорона здоров'я та соціальна допомога — 26,2 %, мистецтво, розваги та відпочинок — 16,0 %, роздрібна торгівля — 15,0 %.